# 差黑海
差黑海位于中国云南省砚山县境内，地处砚山县西部，湖长2.8公里，最大宽1.7公里，平均宽0.9公里，面积2.4平方公里。是砚山县最大的天然湖泊。属红河流域。2010年中国西南大旱以后，为更好利用差黑海湖，已启动了差黑海引蓄水工程。